# Haderonia nepalensis
Haderonia nepalensis là một loài bướm đêm trong họ Noctuidae.